# Audrey Marie Anderson
Audrey Marie Anderson (nascida em 7 de março de 1975), é uma atriz e modelo estadunidense. Ficou conhecida por seu papel na série de televisão americana CBS, The Unit (2006-2009) e seus papéis recorrentes como Lyla Michaels em Arrow (2013-presente) e Lilly em The Walking Dead (2014).

## Biografia

### Vida Pessoal
Audrey Marie Anderson nasceu em Fort Woth, Texas, onde também cresceu. No início dos anos 90, começou sua carreira como modelo.